# Diocèse de Rajshahi

Localisation du diocèse.

Le diocèse de Rajshahi (Dioecesis Raishahiensis) est un siège de l'Église catholique au Bangladesh, suffragant de l'archidiocèse de Dacca. En 2014, il comptait 60.887 baptisés pour 18.329.000 habitants. Il est tenu par Mgr Gervas Rozario. Le Christ Rédempteur est le patron du diocèse.

## Territoire
Le diocèse s'étend sur les districts civils de Rajshahi, Notore, Pabna, Sirajgonj, Bogra, Chapai Nawabgonj, Naogaon et de Joypurhat (à l'exception de la station de police de Panchbibi).
Le siège épiscopal est à Rajshahi, où se trouve la cathédrale du Bon-Pasteur.
Le territoire couvre 18.063 km² et il est subdivisé en 19 paroisses.

## Histoire
Le diocèse est érigé le 21 mai 1990 par la bulle Quo aptius de Jean-Paul II, recevant son territoire du diocèse de Dinajpur.

## Ordinaires
- Patrick D'Rozario, C.S.C. (21 mai 1990 - 3 février 1995, nommé évêque de Chittagong).
- Paulinus Costa † (11 janvier 1996 - 9 juillet 2005, nommé archevêque de Dacca).
- Gervas Rozario, depuis le 15 janvier 2007.

## Statistiques
- En 1990, le diocèse comptait 23.000 baptisés pour 12.250.000 habitants (0,2%), 20 prêtres dont 10 réguliers, 10 religieux et 58 religieuses dans 8 paroisses.
- En 2014, le diocèse comptait 60.887 baptisés pour 18.329.000 habitants (0,3%), 46 prêtres dont 10 réguliers, 34 religieux et 100 religieuses dans 19 paroisses[2].